# Molen van Buijs
De molen van Buijs (vernoemd naar de laatste molenaar Buijs) was een korenmolen in Berkel en Rodenrijs, in de Nederlandse provincie Zuid-Holland. De achtkantige grondzeiler werd in 1879 gebouwd en in 1936 onttakeld. Op dezelfde plek stond voor de bouw van de windmolen een wipkorenmolen. In 1977 werd de molen gesloopt.